# Hellraiser (serie di film)
Hellraiser è una serie di film horror che ha come protagonista il cenobita Pinhead.
L'universo di Hellraiser conta attualmente undici film, usciti tra il 1987 e il 2022, svariati racconti nonché una lunga serie di fumetti, e si è sviluppato a partire dal un romanzo breve Schiavi dell'inferno (The Hellbound Heart) scritto da Clive Barker nel 1986.
Il comune denominatore di Hellraiser è la Scatola di Lemarchand - dal suo fabbricatore, il giocattolaio Phillip LeMarchand - o Configurazione del Lamento (rispettivamente "LeMarchand Configuration" e "Lament Configuration"), un cubo rompicapo che, una volta risolto, apre una porta verso una specie di Inferno labirintico governato dal Leviatano ("Leviathan") dove «il dolore vi verrà fatto assaggiare fino a raggiungere vette così alte da diventare piacere assoluto». Questa dimensione è abitata da entità demoniache, mostri e, soprattutto, dai Cenobiti, creature ritenute demoni o angeli, a seconda dei punti di vista, che hanno il compito di portare coloro che hanno risolto l'enigma della Scatola nella loro dimensione per poi infliggere loro infinito dolore attraverso torture disumane per l'eternità.

## Filmografia
La serie si compone, fino ad oggi, di undici film:
1. Hellraiser (1987), di Clive Barker
2. Hellbound: Hellraiser II - Prigionieri dell'Inferno (Hellbound: Hellraiser II) (1988), di Tony Randel
3. Hellraiser III - Inferno sulla città (Hellraiser III: Hell on Earth) (1992), di Anthony Hickox
4. Hellraiser - La stirpe maledetta (Hellraiser: Bloodline) (1996), di Alan Smithee (alias di Kevin Yagher)
5. Hellraiser 5: Inferno (Hellraiser: Inferno) (2000), di Scott Derrickson
6. Hellraiser: Hellseeker (2002), di Rick Bota
7. Hellraiser: Deader (2005), di Rick Bota
8. Hellraiser: Hellworld (2005), di Rick Bota
9. Hellraiser: Revelations (inedito in Italia) (2011), di Víctor García
10. Hellraiser: Judgment (inedito in Italia) (2018), di Gary J. Tunnicliffe
11. Hellraiser (2022), di David Bruckner